# متروفان نديلن
متروفان إيفانوفيتش نديلن (بالروسية: Митрофа́н Ива́нович Неде́лин) (27 فبراير 1902 - 24 أكتوبر 1960) كان قائدًا عسكريًّا سوفيتيًّا، خدم في منصب رئيس مارشال المدفعية في القوات المسلحة السوفيتية. ولكونه جنديًّا مخضرمًا في الجيش السوفيتي فقد شارك في عدد من الحروب وتلقى وسام بطل الاتحاد السوفيتي لجهوده خلال الحرب العالمية الثانية. في 8 مايو 1959، رُقي نديلن لمنصب رئيس مارشال المدفعية وأصبح مؤثرًا في تطوير الصواريخ البالستية العابرة للقارات وفي أحداث سباق الفضاء. في 24 أكتوبر 1960، قُتل نديلن في الانفجار الذي وقع أثناء اختبار صاروخ آر-16 في ميناء بايكونور الفضائي، في كارثة نديلين التي سميت باسمه.

## استشهادات
1. 1 2  TracesOfWar | Mitrofan Ivanovich Nedelin، QID:Q98839586
2. 1 2  А. М. Прохорова, ed. (1969), Большая советская энциклопедия: [в 30 т.] (بالروسية) (3rd ed.), Москва: Большая российская энциклопедия, Неделин Митрофан Иванович, OCLC:14476314, QID:Q17378135